# Белотино
Белотино (мкд. Белотино) је насеље у Северној Македонији, у југоисточном делу државе. Белотино је насеље у оквиру општине Струмица.

## Географија
Белотино је смештено у југоисточном делу Северне Македоније. Од најближег града, Струмице, насеље је удаљено 12 km западно.
Насеље Белотино се налази у историјској области Плавуш. Насеље је положено на источним падинама планине Плавуш, на приближно 510 метара надморске висине. Непосредно јужно од насеља створено је вештачко језеро Водоча.
Месна клима је континентална.

## Становништво
Белотино је према последњем попису из 2002. године имало 29 становника. На попису 1994. године било је 80 становника у насељу.
Већинско становништво у насељу су етнички Македонци (100%).
Претежна вероисповест месног становништва је православље.